# 安东尼奥·费雷拉
安东尼奥·费雷拉（葡萄牙語：António Ferreira，1528年—1569年），文艺复兴时期欧洲葡萄牙的诗人和作家。他主要以古罗马时期的诗人贺拉斯的古典风格用葡萄牙语进行创作。